# Landschaftsschutzgebiet Standortübungsplatz einschließlich der Umgebung westlich Kleve

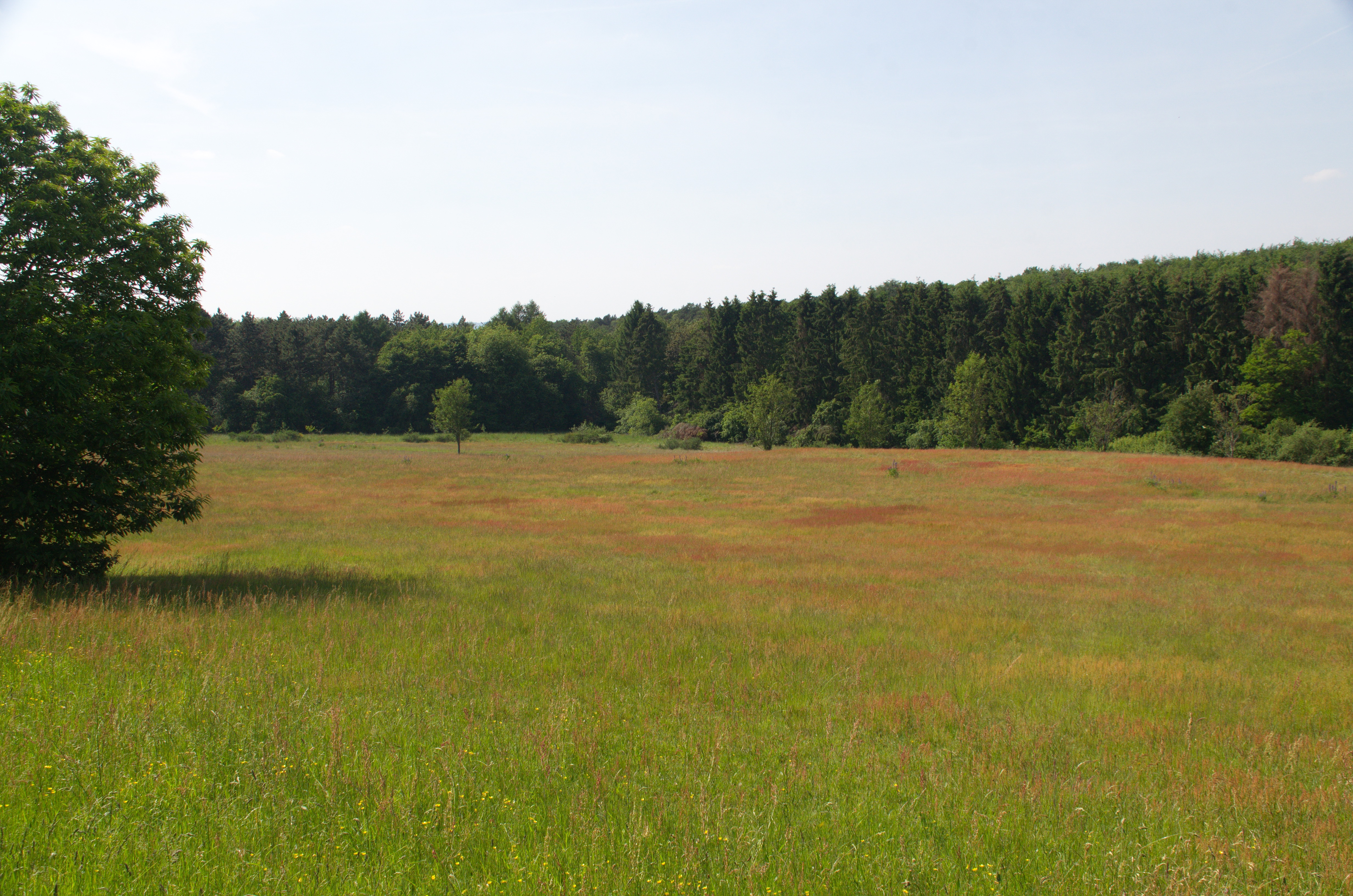
Blick ins Landschaftsschutzgebiet

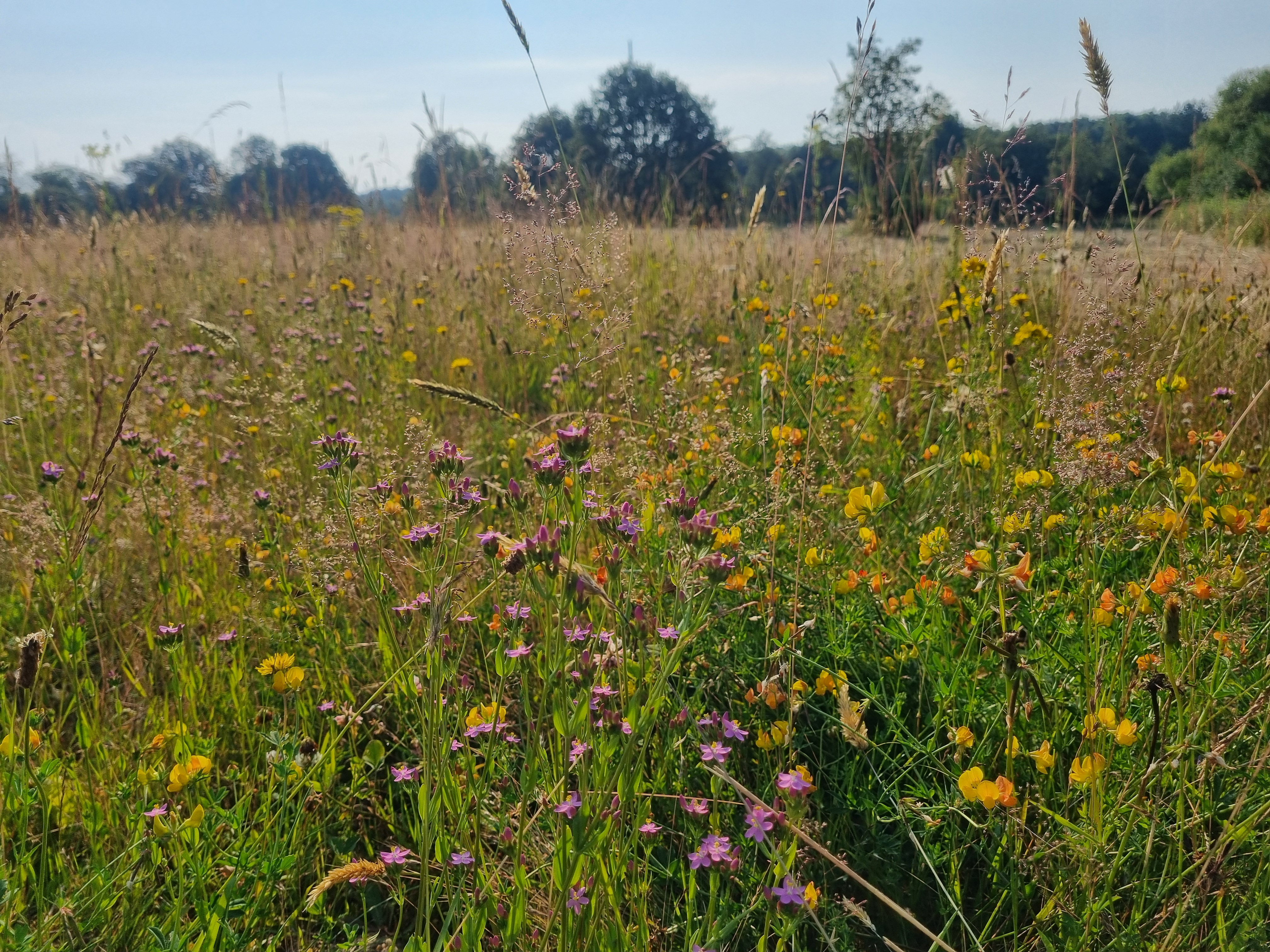
Echtes Tausendgüldenkraut im LSG

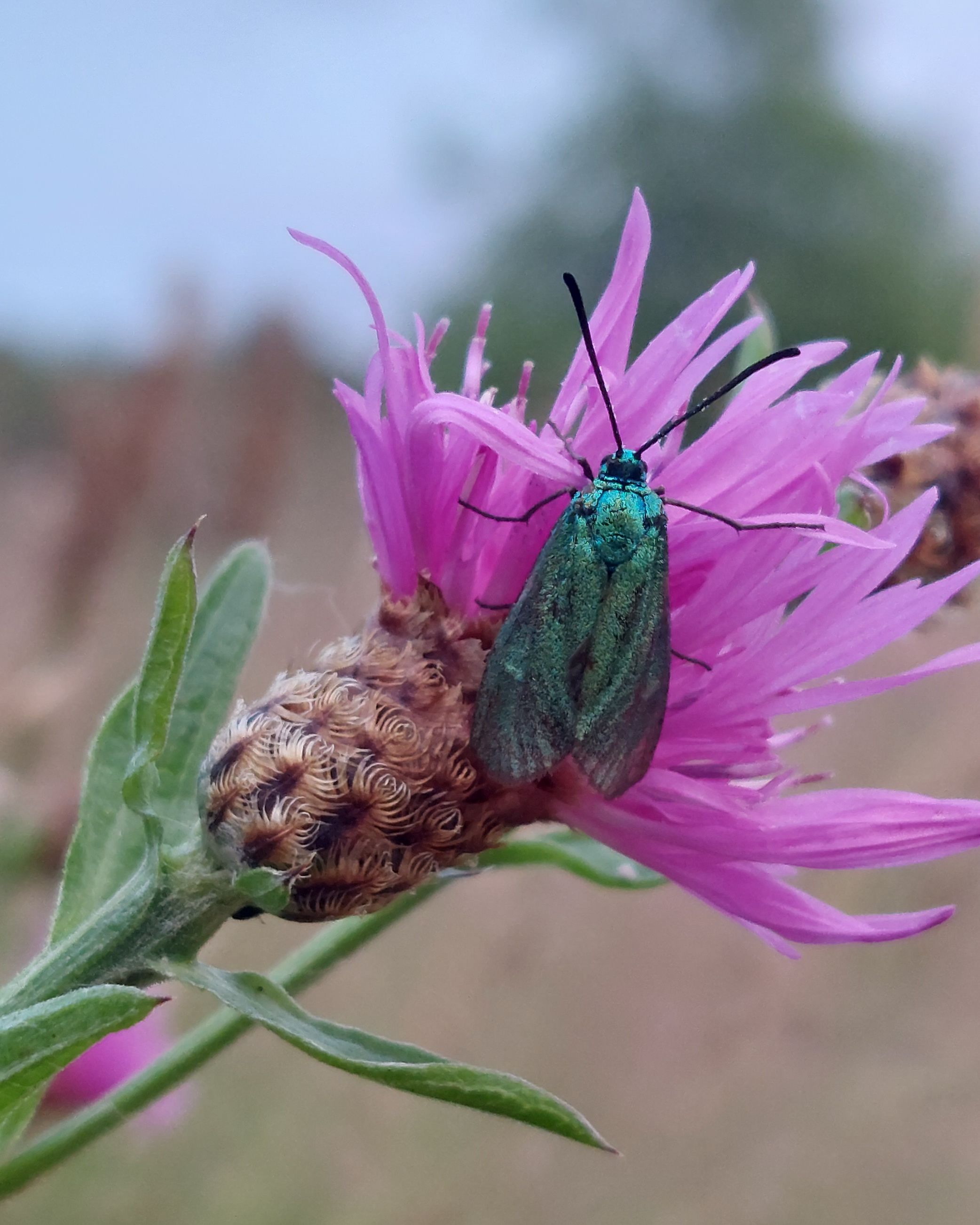
Ampfer-Grünwidderchen im Schutzgebiet

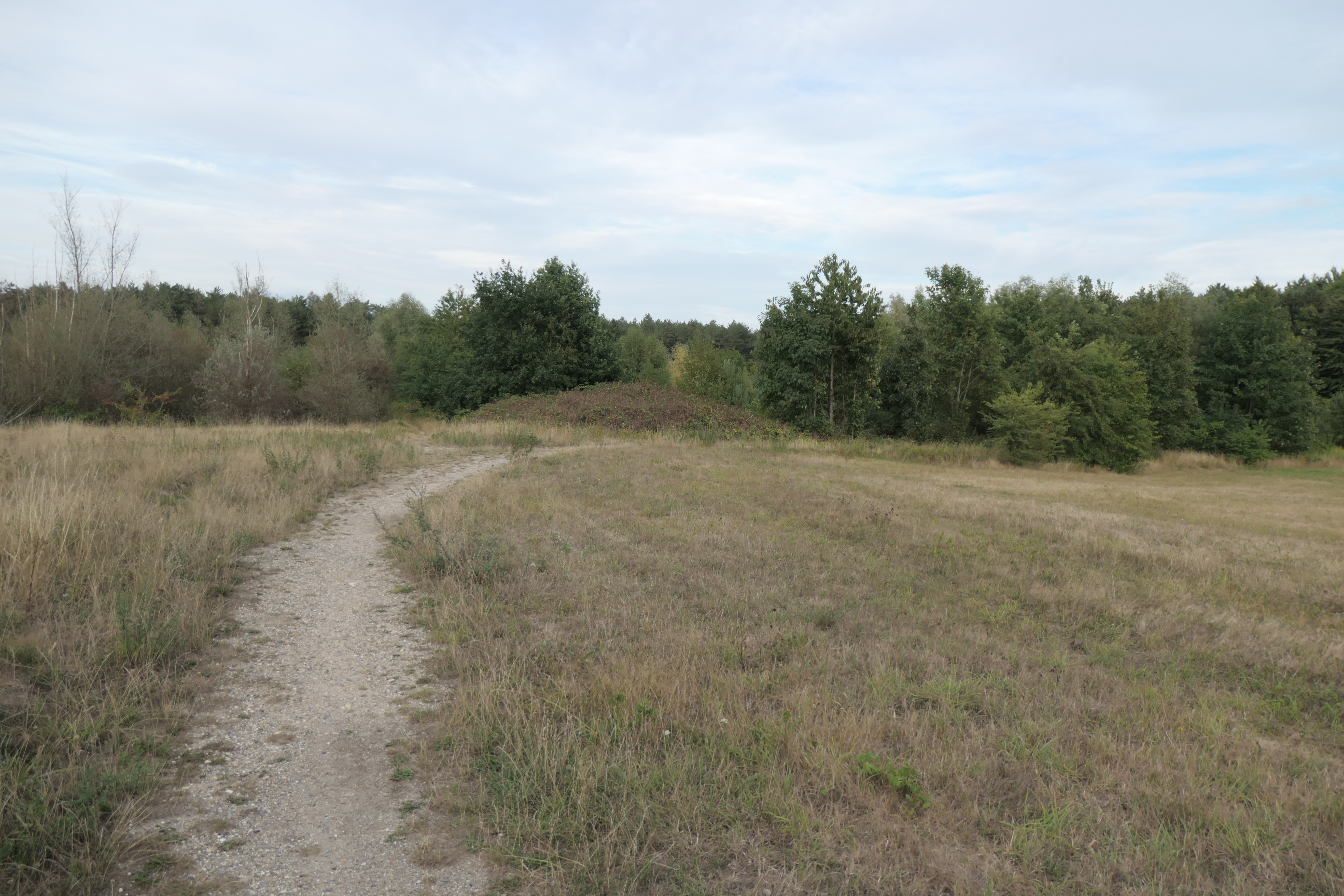
Landschaftsschutzgebiet im August 2022

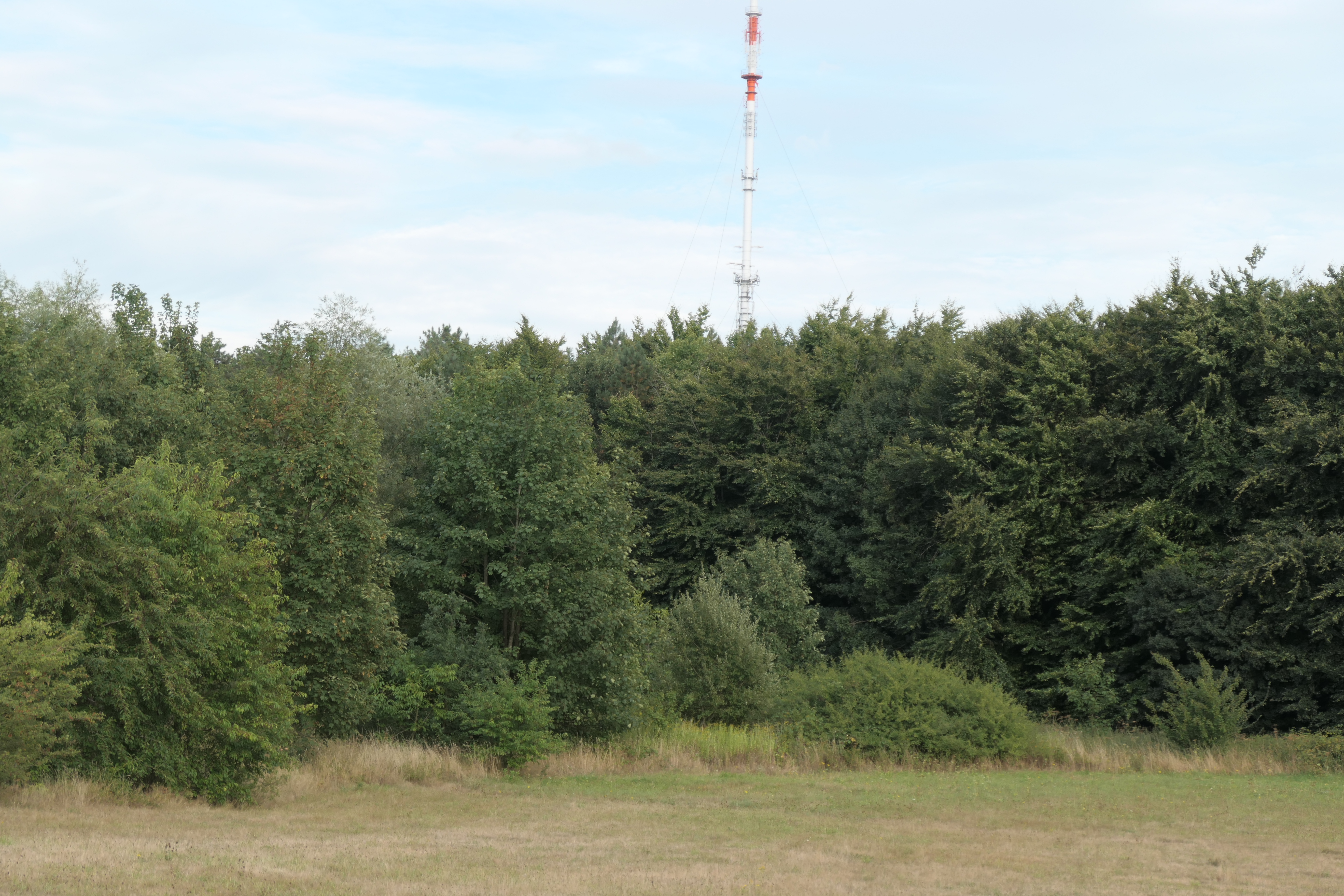
Waldrand

Das Landschaftsschutzgebiet Standortübungsplatz einschließlich der Umgebung westlich Kleve bzw. Nationales Naturerbe Kleve-Materborn am Niederrhein mit 125,72 ha liegt im Stadtgebiet von Kleve nördlich des Dorfes Materborn und im Klever Reichswald. Das Gebiet wurde 2000 mit dem Landschaftsplan Kreis Kleve Reichswald Nr. 6 durch den Kreistag des Kreises Kleve als Landschaftsschutzgebiet (LSG) ausgewiesen. Das LSG liegt direkt am Ortsrand von Materborn. 41,37 ha der Fläche sind auch ein gesetzlich geschütztes Biotop. Das gesetzlich geschützte Biotop hat die Nummer BK-4202-0013 und den Namen Standortübungsplatz östlich von Nütterden. Das Biotopkataster Nordrhein-Westfalen führt unter Maßnahmenvorschläge eine NSG-Ausweisung auf.

## Beschreibung
Im LSG befinden sich Wald und Grünland, ferner kleine, dicht mit Röhricht bewachsene Tümpel und einige offenere Tümpel auf nährstoffarmem, sandig-kiesigem Untergrund. Im Grünland sind Magerwiesen, meist Glatthaferwiesen, und Sandtrockenrasen vorhanden. Das Gelände ist leicht hügelig und wird von mehreren unbefestigten Wegen durchzogen. Die Wege sind teils Sandwege, an deren Rändern Sandtrockenrasenarten zu finden sind. Die Grünlandflächen werden durch Einzelbäume, Baumreihen, Sträucher und lineare sowie flächige Gehölzbestände gegliedert, die fast ausschließlich angepflanzt worden sind. Im Südwesten des Gebietes sind auf einem steilen Hang wegbegleitende offene Sandflächen erhalten, die kleinflächig Sandtrockenrasen aufweisen. Die offenen bis lückig bewachsenen Sandflächen sind Lebensraum für Sand-Laufkäfer und viele Wildbienen mit zahlreichen Brutröhren. Weitere offene Sandflächen mit vereinzelten Vorkommen von Sandtrockenrasenarten finden sich im Osten des Schutzgebietes. Im Osten des LSG ist das Relief durch Soldaten verändert worden. Hier liegen flache Geländemulden und Aufschüttungsbereiche. Die flachen Geländemulden sind temporär von Wasser überstaut und weisen Flutrasen und Röhricht auf. Ein kleiner Teich im Nordosten ist größtenteils mit Röhricht bewachsen. Hier kommen auch einige Exemplare des Zungen-Hahnenfußes vor. Weitere naturnahe Tümpel sind im Westen der östlichen und der westlichen Teilfläche vorhanden. Die Teiche im Gebiet sind überwiegend durch die Übungen der Pioniere entstanden. Am Rand liegen Waldbereiche, die überwiegend aus Nadelholz bestehen und etwa die Hälfte der Fläche einnehmen. Die Nadelholzbestände sollen in naturnahe Laubholzbestände umgebaut werden.
Vorrangiges Ziel der LSG-Ausweisung ist die Erhaltung der offenen, feuchten und mageren Grünlandflächen als Lebensraum mit ihren Arten. Die Erhaltung der Grünlandstandorte soll eine regelmäßige Pflege durch Mahd oder Beweidung sichern. „Bereiche mit verstärktem Aufkommen von Neophyten und Störungszeigern sollte durch angepasste Mahdtermine vor weiterer Beeinträchtigung geschützt und für die Lebensgemeinschaften des Magergrünlandes und der Sandtrockenrasen optimiert werden.“

## Tier- und Pflanzenarten im LSG
Bereits im 19. Jahrhundert war das Gebiet bei Naturkundlern wegen der Vorkommen von seltenen Tier- und Pflanzenarten bekannt. Im Schutzgebiet kommen Sand-Laufkäfer wie der Feld-Sandlaufkäfer vor. Über 500 Arten von Wirbellosen (ohne Käfer und Falter) fand man. Auch viele Wildbienenarten, darunter die Glockenblumen-Sägehornbiene, und Solitärwespen sind zu finden. 400 Käfer-Arten und 400 Schmetterlingsarten wurden nachgewiesen, darunter Ampfer-Grünwidderchen, Ampfer-Purpurspanner, Birken-Sichelflügler, Großer Birken-Glasflügler, Großer Fuchs, Grüne Eicheneule, Kleiner Sonnenröschen-Bläuling und Nagelfleck. 49 Vogelarten wurden nachgewiesen, darunter Vogelarten wie Gartenrotschwanz, Baumpieper und Grünspecht.
Es kommen im Grünland Magerkeitszeiger vor. Im Grünland dokumentierte das Landesamt für Natur, Umwelt und Verbraucherschutz Nordrhein-Westfalen u. a. die Pflanzenarten Geflecktes Knabenkraut, Drahtschmiele, Echter Schaf-Schwingel, Echtes Johanniskraut, Feld-Hainsimse, Frühe Haferschmiele, Gemeine Schafgarbe, Gewöhnlicher Glatthafer, Gewöhnlicher Hornklee, Gewöhnliches Ferkelkraut, Gewöhnliches Knäuelgras, Gewöhnliches Ruchgras, Gras-Sternmiere, Kleiner Sauerampfer, Kleiner Vogelfuß, Kleines Habichtskraut, Knolliger Hahnenfuß, Nacktstängeliger Bauernsenf, Rainfarn, Rote Schuppenmiere, Rotes Straußgras, Rundblättrige Glockenblume, Spitzwegerich, Stumpfblättriger Ampfer, Trespenfuchsschwingel, Wiesen-Flockenblume, Wiesen-Sauerampfer, Wolliges Honiggras und Zwerg-Filzkraut.
Im LSG kommen die Neophyten Riesen-Goldrute, Vielblättrige Lupine, Japanischer Staudenknöterich, Riesen-Bärenklau, Götterbaum, Bambus und Kirschlorbeer vor. Diese Neophyten werden im Schutzgebiet bekämpft.

## Geschichte der Fläche
Das Gebiet diente von 1969 bis 2008 als Standortübungsplatz Kleve-Materborn für Pionieren der Moritz-von-Nassau-Kaserne in Emmerich. Der Standortübungsplatz wurde zunächst durch das schwere Pionierbataillon 716, später das schwere Pionierbataillon 800, anschließend das Pionierbataillon 140, das Pionierausbildungszentrum 800 und das teilaktive Pionierbataillon 810 genutzt. Im Jahr 2008 wurde die Kaserne geschlossen und der Übungsbetrieb beendet. 2015 wurde es Teil des Nationalen Naturerbes mit Namen Nationales Naturerbe Kleve-Materborn am Niederrhein. Im Jahr 2023 übernahm die NRW-Stiftung 101 ha von der Fläche. Die NABU-Naturschutzstation Niederrhein betreut das Offenland und der Bundesforstbetrieb Rhein-Weser betreut die Waldbereiche.

## Wert des Landschaftsschutzgebietes
Der Wert des LSG besteht auch in den sehr vielfältigen Gehölzen und darin, dass hier seit einem halben Jahrhundert nicht mehr gedüngt wurde. Das Biotopkataster Nordrhein-Westfalen vom Landesamt für Natur, Umwelt und Verbraucherschutz Nordrhein-Westfalen führt zum Wert des Landschaftsschutzgebietes aus: „Das Gebiet ist ein wertvoller Biotopkomplex aus zumeist relativ nährstoffarmen Lebensräumen verschiedener Feuchtestufen. Ihm kommt Bedeutung zu insbesondere als Lebensraum für die Zönosen des mageren und feuchten Grünlandes, der Sandtrockenrasen und der naturnahen Stillgewässer, wobei insbesondere die Größe und Ausstattung des Magergrünlandes mit den regelmäßigen Vorkommen verschiedener Magerkeitszeigern sowie die naturnahen Stillgewässer hervorzuheben sind. Für diese Lebensgemeinschaften ist das Gebiet ein wichtiger Trittstein- und Verbundbiotop in einem ansonsten zumeist intensiv genutzten Umfeld.“